# Velia (colle)

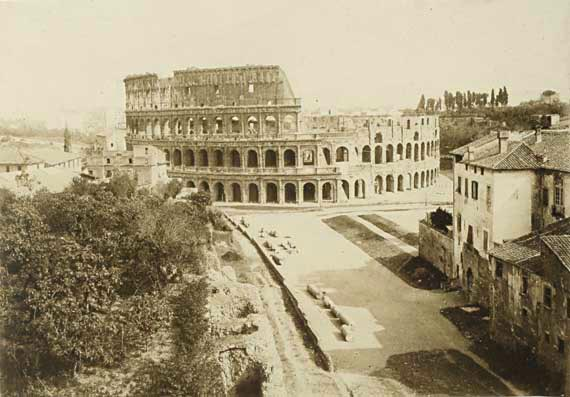
Il Colosseo nel 1880. Sulla sinistra, la collina della Velia

La Velia era un'altura di Roma alta circa 40 metri posta tra il Palatino e l'Oppio, una delle propaggini dell'Esquilino.

## Localizzazione

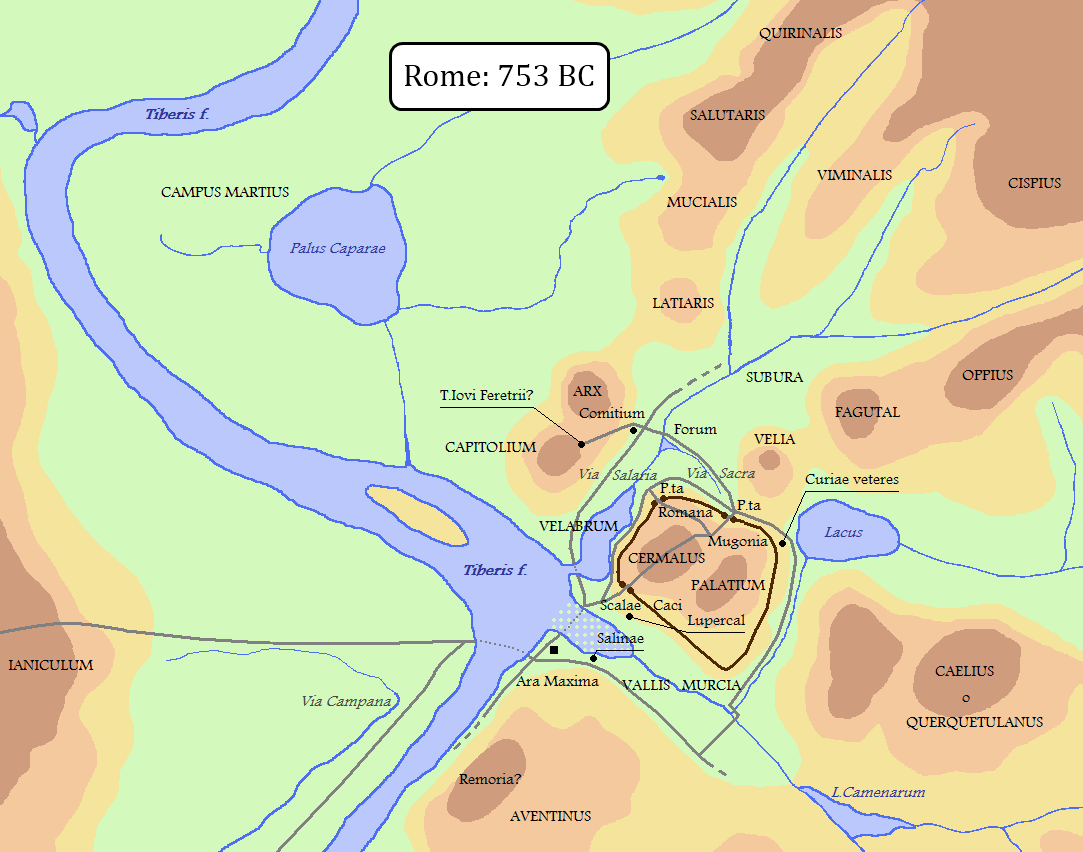
Cartina di Roma nell'anno della sua fondazione, nel 753 a.C., con posizione della Velia

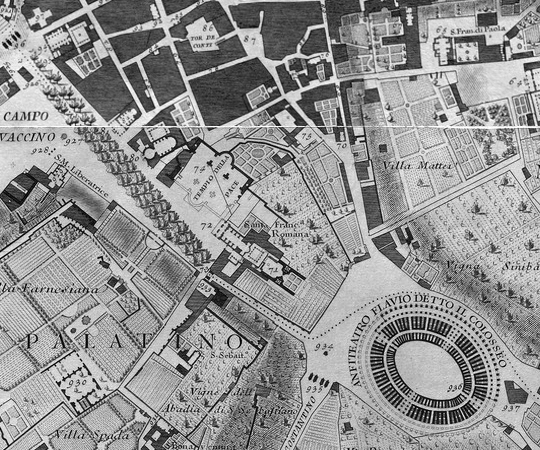
Dalla Nuova Topografia di Roma di G.B. Nolli (1748): al centro è visibile la collina della Velia

La Velia, con il Palatino e il Campidoglio, era una delle cime che naturalmente sovrastavano l'area dove sarebbe sorto il Foro Romano, e confinava con il quartiere delle Carinae, da cui era separato dal vicus Cyprius, dove secondo la tradizione romana, Tullia avrebbe ucciso il padre Servio Tullio, travolgendolo con il suo carro trainato dai cavalli.
La Velia (talvolta indicata anche al plurale, come Veliae) era compresa nell'antichissima lista del Septimontium  e insieme al Palatino costituì una delle quattro regioni in cui il re Servio Tullio aveva diviso la città.

## Storia

### Antichità
Tra i popoli albensi, che a seguito della distruzione di Alba Longa, furono costretti a trasferirsi a Roma, anche se equiparati nei diritti agli stessi romani, sono citati i Velienses, dal nome del colle che andarono a popolare.
Sulla Velia si trovava la domus del re Tullio Ostilio e quella di Publio Valerio Publicola, che egli stesso fece demolire in una sola notte, non appena seppe che tra il popolo girava la voce che avesse intenzione di farsi re. Ricostruita la sua domus alle pendici dello stesso colle, alla morte di lui al posto della sua casa fu eretto il tempio dedicato alla dea Vica Pota.  Accanto alla casa si trovava anche la tomba che gli fu concesso di costruire, in via eccezionale, dentro il pomerium. Il colle rimase comunque appannaggio della famiglia dei Valeri, una delle famiglie romane più illustri ed influenti, che qui ebbero la loro residenza principale.
Ai piedi del colle si trovava poi il tigillum Sororium, ossia l'arco di legno sotto il quale fu fatto passare l'Orazio superstite, come condanna (passare sotto il giogo era umiliante) per aver ucciso la sorella Camilla. Sempre sul colle è attestata la presenza di un tempio dedicato ai Penati.
Sin dai tempi antichi, il colle fu oggetto di opere edili, che ne modificarono profondamente la forma originale. Sul lato orientale sono state ritrovate pavimentazioni di abitazioni risalenti all'epoca repubblicana. Sotto la basilica di Massenzio, è stata ritrovata la pavimentazione di magazzini della prima epoca imperiale (horrea piperitaria, perché vi si conservava il pepe). Dopo il grande incendio di Roma, Nerone sul suo lato orientale fece costruire l'atrio della sua Domus Aurea, dove poi fu costruito il tempio di Venere e Roma, mentre la sua parte occidentale fu sbancata per la costruzione del tempio della Pace.

### Medioevo e rinascimento

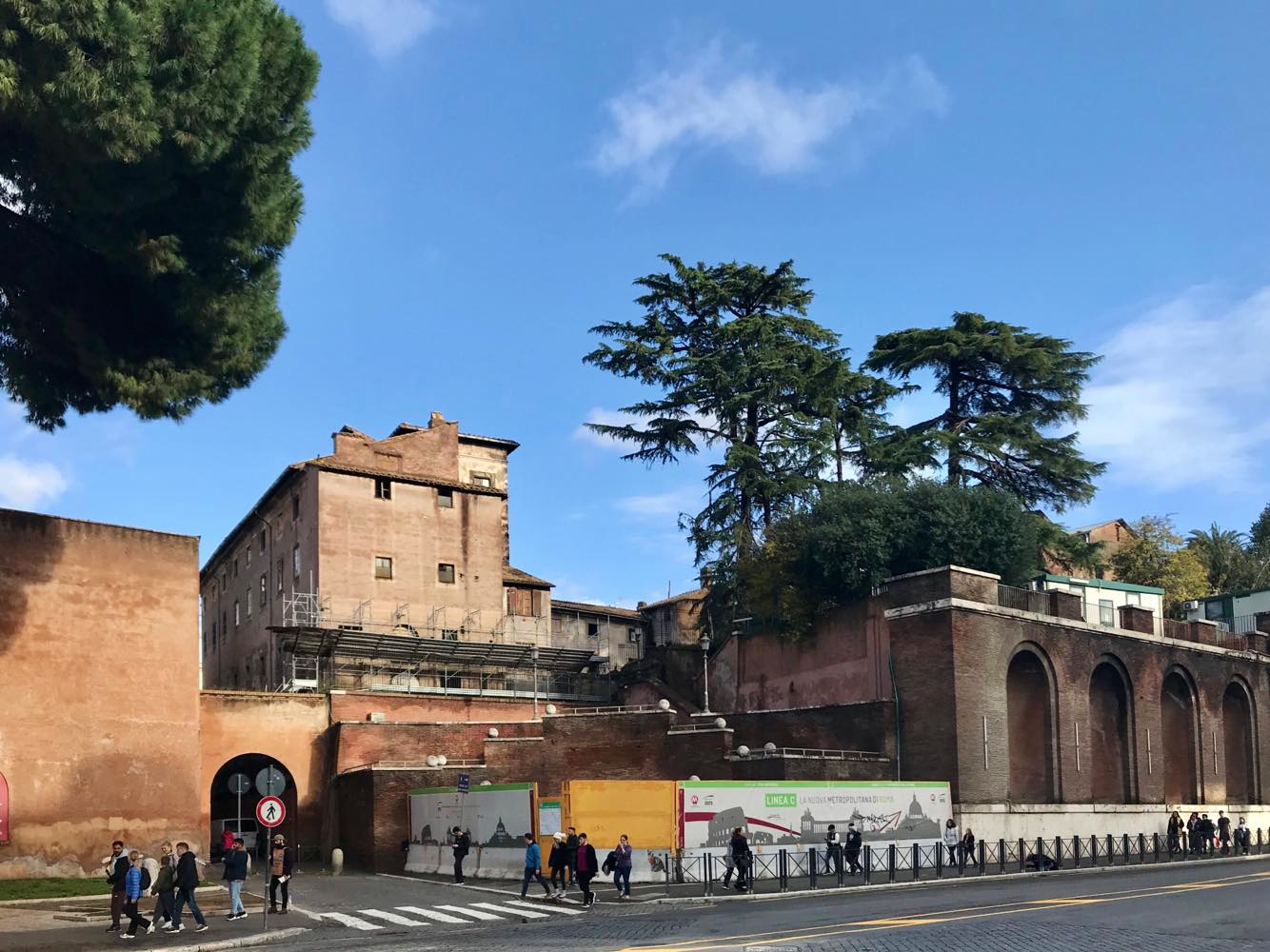
Palazzo Silvestri-Rivaldi

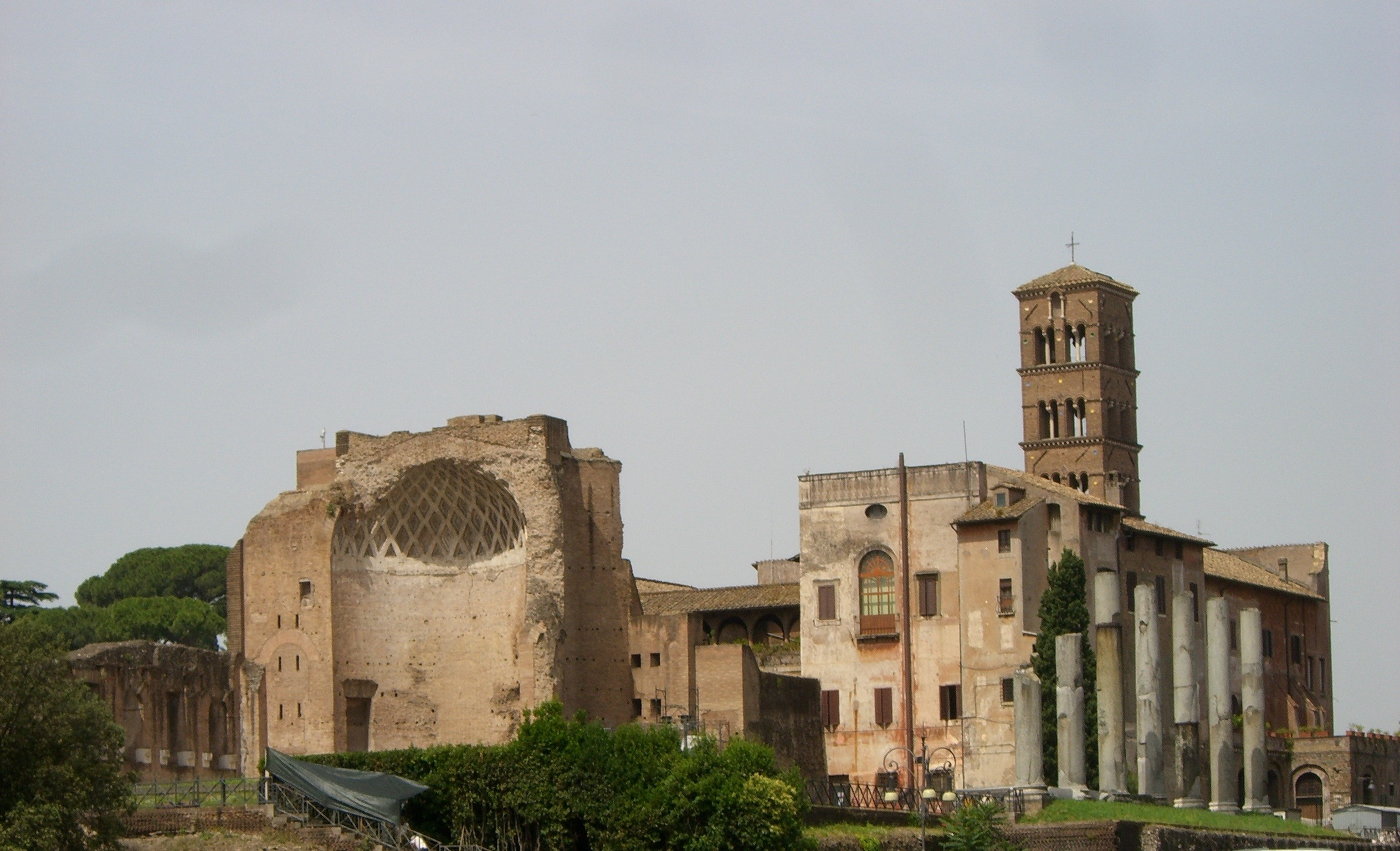
Tempio di Venere e Roma e basilica di Santa Francesca Romana

Nel IX secolo, presso le rovine del tempio di Venere e Roma, fu fondata la chiesa di Santa Maria Nova, in seguito ridedicata come basilica di Santa Francesca Romana.
Nel '500 sull'altura fu edificato Palazzo Silvestri-Rivaldi, i cui giardini si estendevano su gran parte della Velia, fino alla Basilica di Massenzio: la sommità di questa fu adibita a belvedere panoramico su Foro romano e Palatino.

### Età contemporanea

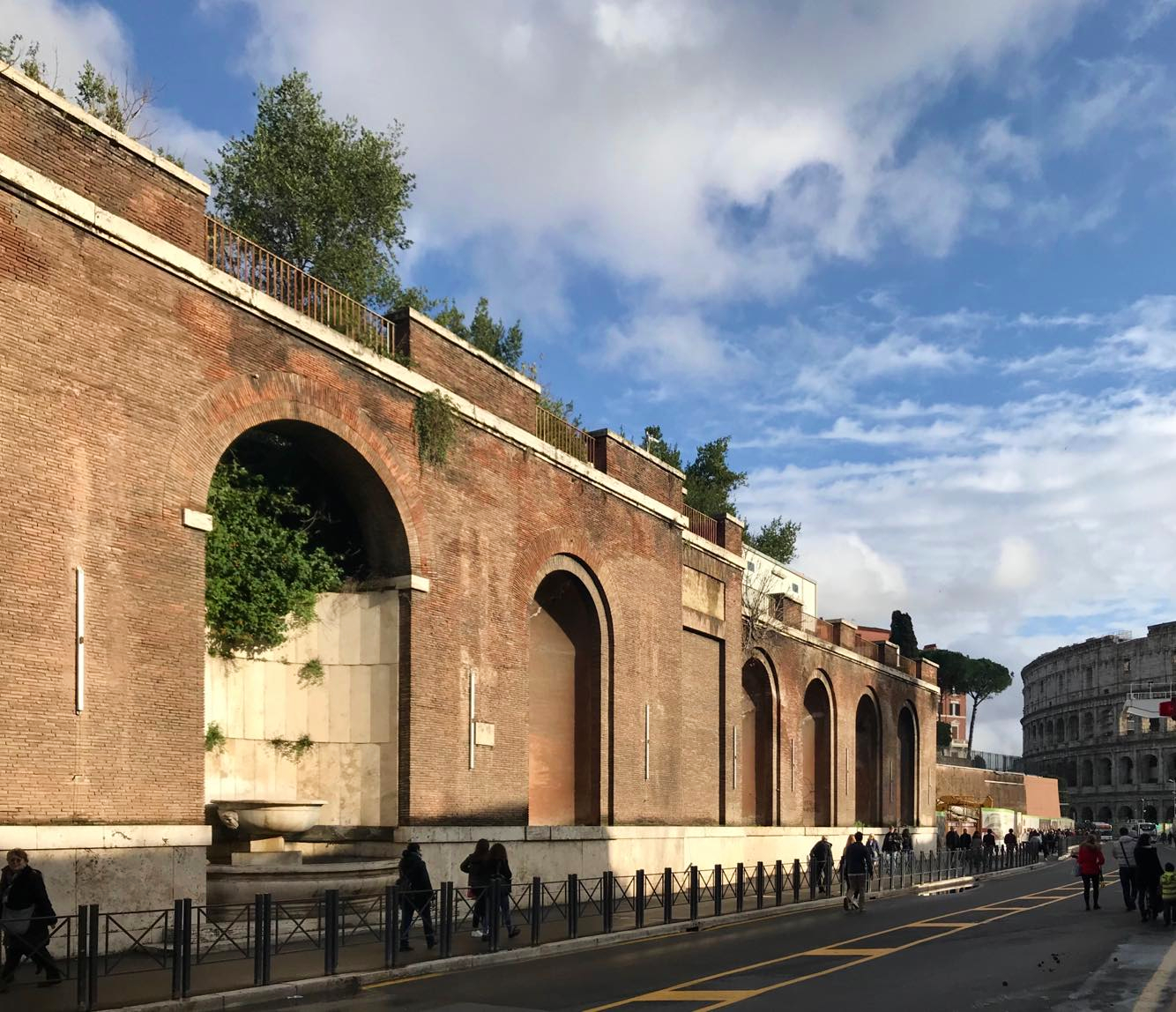
Il muro di contenimento alla base dei giardini di Palazzo Silvestri-Rivaldi

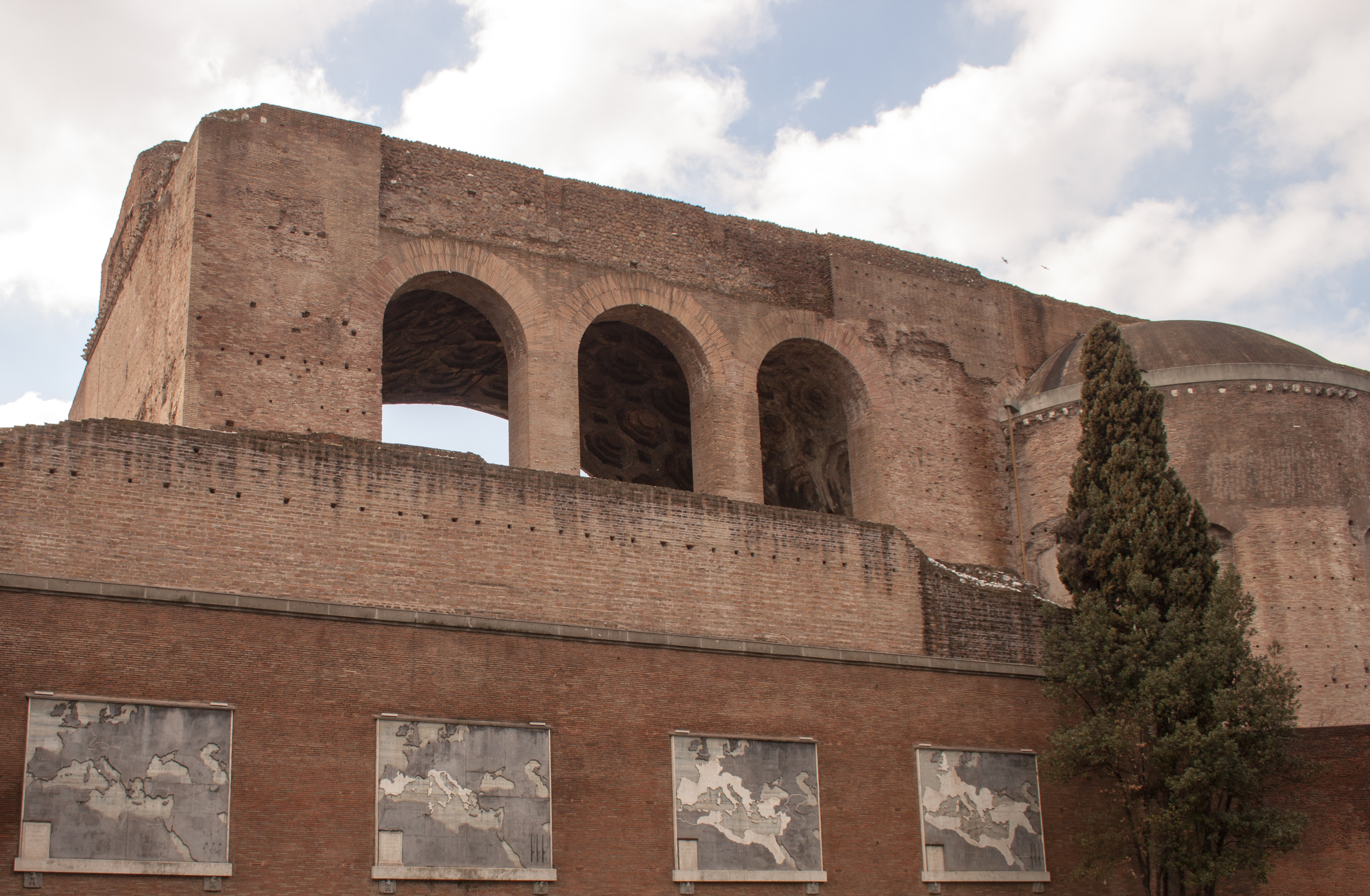
Il muro di contenimento alla base della Basilica di Massenzio

La collina venne in gran parte sbancata negli anni trenta per l'apertura di via dei Fori Imperiali. Nonostante oggi siano molti a pensare che il taglio della Velia fu effettuato per rendere la strada rettilinea e quindi adatta alle parate militari e alle celebrazioni del regime fascista, i documenti d'epoca smentiscono quest'idea. Il progetto originario, infatti, prevedeva un tracciato con una curva a gomito all'altezza della Basilica di Massenzio, per poi allontanarsi da essa e riconnettersi alla viabilità alla base del Colle Oppio; il taglio della Velia non sarebbe stato necessario o sarebbe stato alquanto ridotto. Fu il governatore di Roma Francesco Boncompagni Ludovisi a proporre di rettificare il tracciato, per risparmiare sugli espropri e soprattutto per rendere il Colosseo il traguardo visivo di tutta la strada, cosa che avrebbe accresciuto notevolmente la sua spettacolarità. Antonio Muňoz propose la cosa a Mussolini, che approvò, previe indagini archeologiche sulla Velia. Queste effettuate, e non rilevando problemi dovuti alla presenza di monumenti particolari, si procedette con l'attuazione della variante. I lavori portarono al rinvenimento, poco distante dal Tempio di Venere, di un piccolo altare, il compitum Acili descritto da Guglielmo Gatti, costruito per i Lares Compitales, le divinità preposte a sorvegliare gli incroci; furono trovati anche i resti fossili di un Elephas antiquus, purtroppo deterioratisi quasi immediatamente, conservati all'Antiquarium comunale del Celio.
I resti dell'altura si trovarono dunque separati in due dall'apertura della nuova strada, e furono perciò delimitati da due muraglioni di sostegno.

## Edifici antichi
Per quanto riguarda i due speroni della collina risparmiati dagli sterri novecenteschi, sorgono rispettivamente su quello di sud-ovest i resti del tempio di Venere e Roma e della Basilica di Massenzio, su quello di nord-est Palazzo Silvestri-Rivaldi e quanto rimane del suo giardino (in origine molto più ampio ed esteso su gran parte della Velia).